# Chondroityna

Monomer siarczanu chondroityny

Chondroityna – organiczny związek chemiczny z grupy glikozoaminoglikanów, mukopolisacharyd zbudowany z naprzemiennie występujących reszt kwasu glukuronowego i N-acetylogalaktozoaminy. Jest jednym z głównych składników chrząstki stawowej, gdzie w postaci siarczanu odgrywa istotną rolę w likwidowaniu tarcia pomiędzy stykającymi się elementami ruchomymi stawu. Jej właściwości mechaniczne silnie zależą od stężenia soli w otaczającym płynie. Istnieją przesłanki wskazujące, że długotrwałe odchylenia od prawidłowych stężeń fizjologicznych w chrząstce stawowej, zmniejszające skuteczność poślizgową siarczanu chondroityny, mogą prowadzić do chorób reumatycznych.

## Zastosowania
Siarczan chondroityny stosowany jest jako lek oraz suplement diety. W metaanalizie opublikowanej w 2010 roku ustalono jednak, że w porównaniu z placebo chondroityna, a także glukozamina i ich połączenie, nie zmniejszają bólu stawów i nie mają wpływu na zwężenie szpary stawowej. We wnioskach z badania zaleca się odstąpienie od refundacji leczenia chondroityną i zaprzestanie przepisywania tych związków przez lekarzy. W 2013 roku na Uniwersytecie w Sydney zakończono Long-term Evaluation of Glucosamine Sulphate Study (LEGS), w którym także nie stwierdzono aby przeciwbólowe działanie chondroityny lub glukozaminy było lepsze od placebo, natomiast ich podawanie równoczesne powodowało ograniczenie zwężenia szpary stawowej (choć zmniejszenie bólu było także na poziomie placebo).
W Polsce sól sodowa siarczanu chondroityny jako lek dostępna jest w postaci preparatów Cartexab i Structum
oraz w preparacie łączonym z glukozaminą Chronada (stan na rok 2024).